# Cottus carolinae
Cottus carolinae är en fiskart som först beskrevs av Theodore Gill, 1861.  Cottus carolinae ingår i släktet Cottus och familjen simpor. Inga underarter finns listade i Catalogue of Life.